# Ония, Джозефин
Джозефин Ннкирука Ония (англ. Josephine Nnkiruka Onyia; род. 15 июля 1986, Лагос) — испанская легкоатлетка нигерийского происхождения, специалистка по барьерному бегу. Выступала за сборную Испании по лёгкой атлетике в период 2007—2015 годов, победительница и призёрка ряда крупных международных соревнований, рекордсменка страны, участница летних Олимпийских игр в Пекине. Дисквалифицирована пожизненно за многократные нарушения антидопинговых правил.

## Биография
Джозефин Ония родилась 15 июля 1986 года в Лагосе, Нигерия.
Впервые заявила о себе в лёгкой атлетике на международной арене в сезоне 2003 года, когда вошла в состав нигерийской национальной сборной и выступила на юношеском чемпионате мира в Шербруке, где заняла четвёртое место в беге с барьерами на 100 метров.
В апреле 2007 года по примеру другой нигерийской бегуньи Глори Алози Ония получила испанское гражданство и начиная с этого времени стала представлять сборную Испании. Одно из первых её достижений в новой команде — серебряная медаль в беге на 100 метров с барьерами на Всемирном легкоатлетическом финале в Штутгарте.
В 2008 году в беге на 60 метров с барьерами Джозефин Ония одержала победу на Кубке Европы в помещении в Москве, тогда как на чемпионате мира в помещении в Валенсии была восьмой. На соревнованиях Золотой лиги IAAF ISTAF в Берлине установила национальный рекорд Испании в барьерном беге на 100 метров, показав время 12,50 секунды. Благодаря череде удачных выступлений удостоилась права защищать честь страны на летних Олимпийских играх в Пекине — в программе женского бега на 100 метров с барьерами остановилась на стадии полуфиналов. Позже в той же дисциплине победила на Всемирном легкоатлетическом финале в Штутгарте, однако вскоре оказалось, что две её допинг-пробы, сделанные на соревнованиях Атлетиссима в Лозанне и на Всемирном легкоатлетическом финале в Штутгарте, показали наличие запрещённых веществ метилгексанамина и кленбутерола соответственно. Королевская испанская федерация лёгкой атлетики решила не наказывать спортсмену, поскольку две её другие допинг-пробы, сделанные примерно в это же время, были чистыми. Международная ассоциация легкоатлетических федераций опротестовала это решение в Спортивном арбитражном суде, и суд встал на сторону ассоциации — Онию отстранили от участия в соревнованиях сроком на два года, и практически все её достижения в этом сезоне были аннулированы. При этом два положительных допинг-теста рассматривались как один в связи с тем, что спортсменка не получила уведомления после первого теста.
По окончании срока дисквалификации в январе 2011 года Джозефин Ония вернулась в лёгкую атлетику и победила на соревнованиях в Сарагосе. В июле того же года она вновь провалила допинг-тест на метилгексанамин, и её дисквалификация продлилась ещё на два года.
Ония планировала выступить на чемпионате мира 2015 года в Китае, но в августе стало известно, что сделанный допинг-тест на соревнованиях в Испании показал наличие в пробе анаболических стероидов. На этот раз с учётом рецидива её дисквалифицировали пожизненно.
В 2016 году перепроверенная допинг-проба Онии с Олимпийских игр в Пекине так же оказалась положительной, поэтому её результаты на Олимпиаде тоже были аннулированы.